# إتسوكي أساي
إتسوكي أساي (باليابانية: 浅井樹؛ بالكانا: あさい いつき) هو لاعب كرة قاعدة ياباني، ولد في 14 ديسمبر 1971 في توياما في اليابان.

## وصلات خارجية
- إتسوكي أساي على موقع الدوري الياباني لكرة القاعدة (الإنجليزية)
- إتسوكي أساي على موقعبيزبول رفرنس.كوم (الدوري الثانوي) (الإنجليزية)